# France Prešeren
France Prešeren, narozen jako Franc Ksaver Prešeren, psal se také Franz Xaver Preschern (3. prosince 1800 Vrba – 8. února 1849 Kranj) byl slovinský romantický básník a právník.
Jeho život a působení jsou spjaty především s Vídní. Vystudoval právnickou fakultu vídeňské university a poté pracoval v rakouské metropoli jako právník. Ve Vídni také vznikla většina jeho básní, část z nich psal německy. Při tvorbě a v názorech na literaturu a národní obrození ho po celý život usměrňovali Jernej Kopitar, a zejména Matija Čop.
Řadí se k největším slovinským básníkům. Část jeho básně Zdravljica, napsaná roku 1844, tvoří slova státní hymny Slovinské republiky. V Lublani po něm bylo pojmenováno hlavní náměstí – Prešernov trg. Výročí jeho úmrtí je ve Slovinsku státním kulturním svátkem známým jako Prešerenův den.
Prešeren se stal zároveň prvním evropsky významným slovinským spisovatelem. Svou tvorbou se řadí k romantismu.

## Život
Narodil se v selské rodině jako třetí dítě (a zároveň první syn) Mini a Šimona Prešerenových. Rodiče mohli Franceho, který už jako dítě vykazoval výjimečné nadání, posílat do školy díky výnosům statku. Podle matčina přání se měl stát duchovním.
Do školy začal chodit roku 1808 ke svému strýci faráři. Od roku 1810 navštěvoval obecnou školu v Ribnici. Po ukončení gymnázia v Lublani pokračoval ještě dva roky tzv. filosofií, která za Rakouska představovala přípravu na univerzitní studium. Poté odcestoval do Vídně, kde si přál studovat právo; juristé však museli absolvovat ještě třetí ročník filosofie. Prešeren ho dokončil roku 1821 ve Vídni a následující rok se zapsal ke studiu práv.

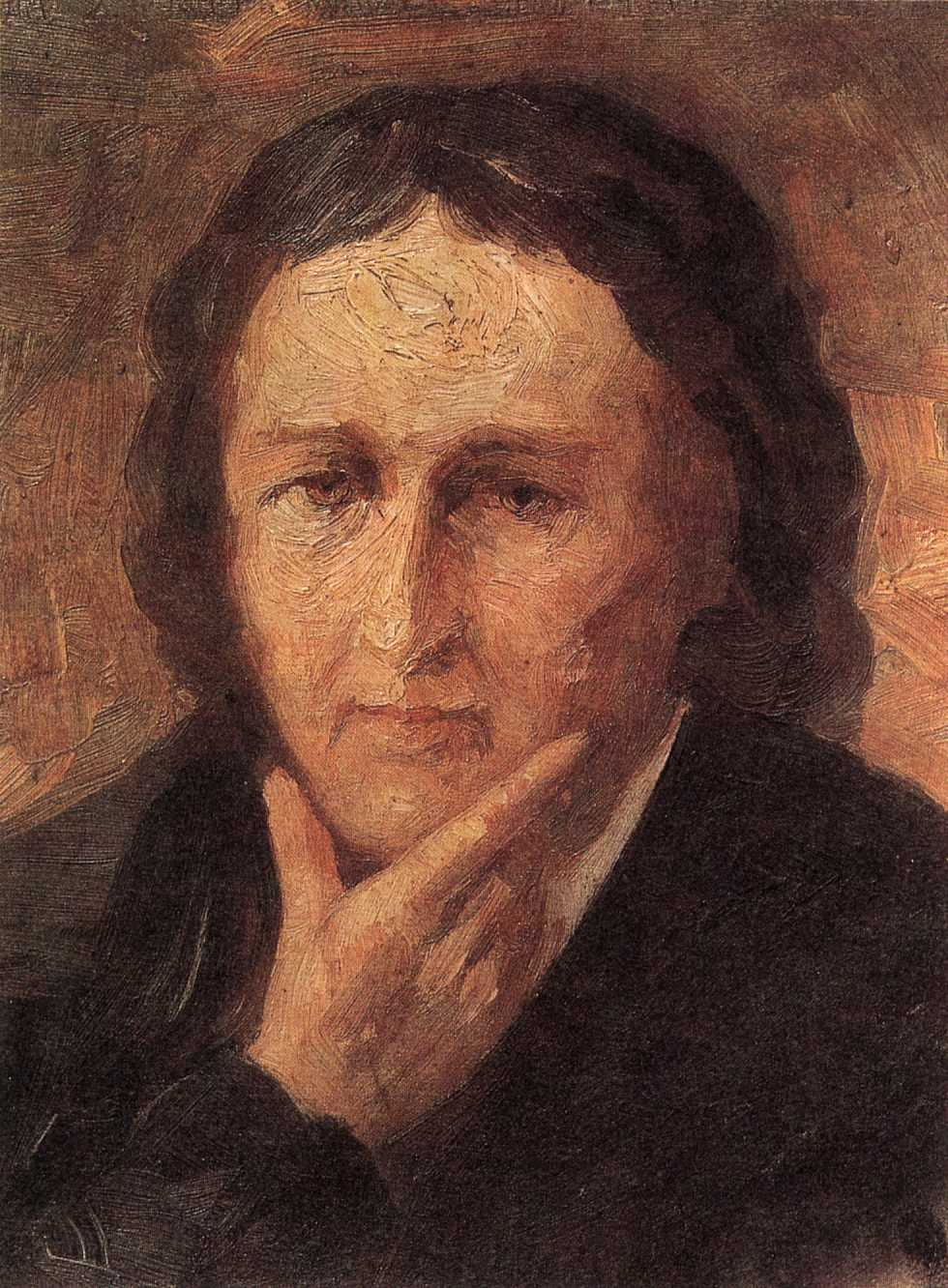
France Prešeren na obraze Ivana Grohara.

Při výběru studijního oboru se nepohodl s rodiči, matka prosazovala, aby vstoupil do kněžského semináře. Na svém rozhodnutí Prešeren trval, i když mu rodiče odepřeli finanční podporu. Povedlo se mu získat Knaflovo stipendium, pomáhal mu strýc Josef a přivydělával si kondicemi. Na prázdniny se vracel domů.
Během vídeňského pobytu studoval básnická díla všech období. Roku 1824 se zamiloval v Lublani do dcery hostinského.

## Pracovní a spisovatelské úspěchy

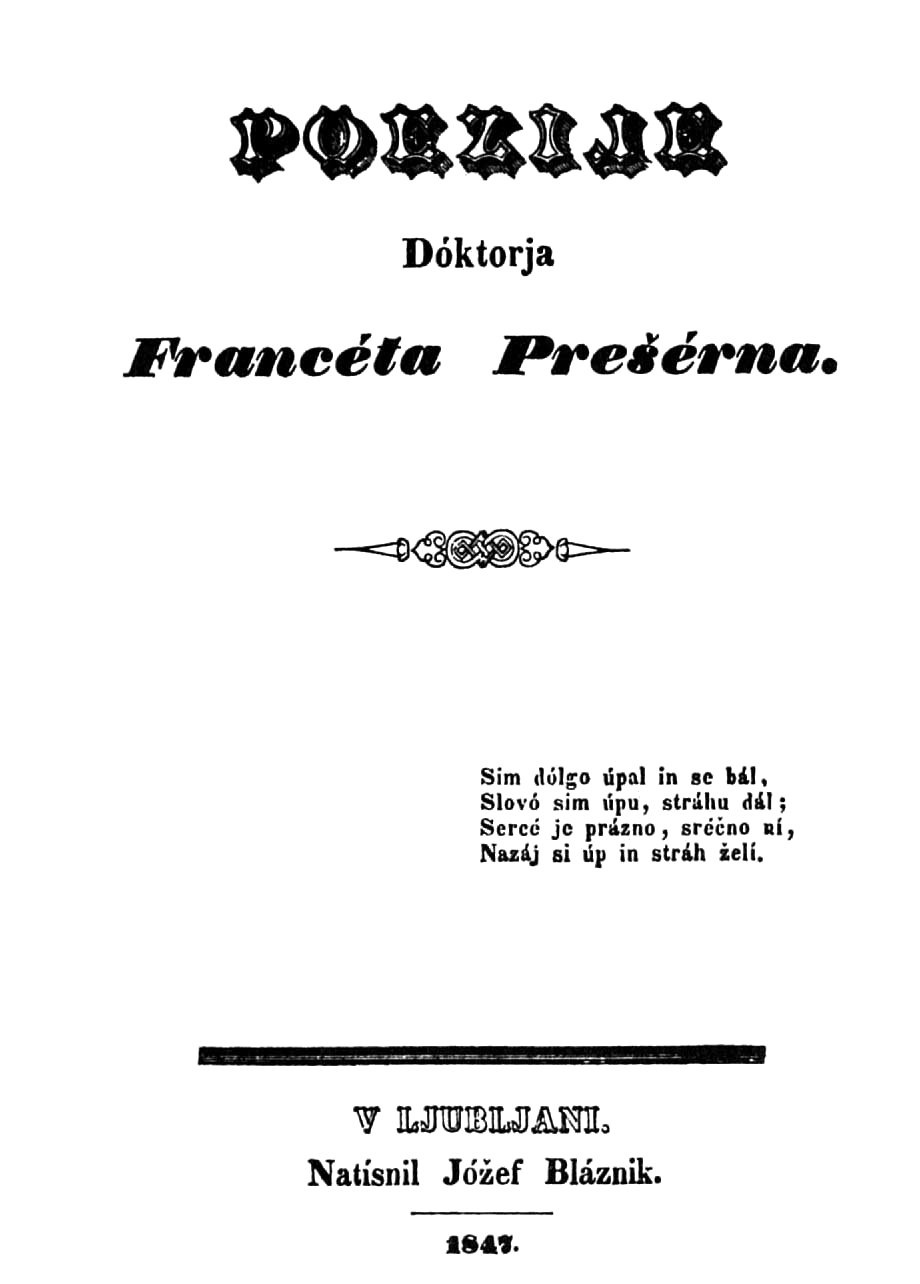
První vydání Prešerenovy poezie z roku 1847.

Roku 1828 dokončil studia, v létě cestoval na Moravu. Po návratu do Lublaně nastoupil u právníka Leopolda Baumgartnera do svého prvního zaměstnání jako koncipient. V letech 1828-1846 ve městě dlouhodobě žil a přijal ještě pracovní místo ve státním úřadě.
V Lublani navázal styky s profesorem Matijem Čopem, rodákem ze Žirovnice. Byl to vzdělaný literát a knihovník, mluvil 19 jazyky. Korespondenční styk Prešeren udržoval s českými obrozenci, především F. L. Čelakovským. Roku 1832 přesídlil do Klagenfurtu, kde u Apelačního dvorského soudu 26. května roku 1832 složil zkoušky advokáta. Tam udržoval známost s Němkou Mariou Johannou Khlunovou ze Štýrského Hradce, kterou později opustil. Při této příležitosti napsal Sonety nesreče. Jeho další múzou a nenaplněnou láskou byla Julija Primicová. Roku 1837 poznal dělnici Annou Jelovšekovou, s kterou později žil a porodila mu tři děti.
Spolu s Matijou Čopem se stal hlavním autorem a překladatelem slovinského literárního almanachu Kranjska čbelica, vydávaného Mihalem Kasteljićem. Sborník vyšel pětkrát: roku 1830, 1831, 1832, 1834 a 1848. Příspěvky psal také Andrej Smole. Při přípravě čtvrtého svazku vyvolali jansenité v čele s Jernejem Kopitarem obstrukce kvůli odlišným názorům na vývoj slovinské literatury, podle nich měla národní literatura vycházet z lidové slovesnosti, jak ji u Srbů prosazoval Vuk Karadžič.
Roku 1846 byla konečně schválena Prešerenova v pořadí šestá žádost o právnické místo. Tentokrát neprosil o kancelář v Lublani, ale o místo v Postojné nebo v Kranji. Kraj ho umístí do Kranje, kam se přestěhoval ještě na podzim. Jako písaře zaměstnal syna Andreje Smoleho, hospodyni mu dělala sestra Katra. Měl hodně práce a jeho poezie se dobře prodávala.
Po březnové revoluci roku 1848 konečně mohl uveřejnit Zdravljici. Báseň vyšla v Bleiweisových Novicah, některé básně vydal ještě v posledním ročníku Kranjske čbelice. Prešernovy básnické výtvory shořely, byl z toho zatrpklý a rozčarovaný, objevily se také vážnější příznaky nemoci. Podle některých pramenů se měl pokusit o sebevraždu. Často uléhal, měl cirhózu jater. Byl zadlužen a bez peněz, protože nevyužíval možnosti výdělku, které mu jako právníkovi nabízeli. V závěti přiznal své děti a zanechal jim skromný zbytek majetku.
Pro Prešerenův život i tvorbu je významná neopětovaná láska k bohaté Julii, jíž věnoval sbírku Sonetni venec (1834) a další milostné básně. Jako básníkovi se mu za života nedostalo uznání. V posledních letech života často propadal úzkostem, alkoholismu a nemocem, které způsobily jeho předčasnou smrt.
France Prešeren zemřel na cirhózu jater ve čtvrtek 8. února 1849. Pohřbili ho 10. února v Kranji.

## Dílo

### Básně
- Dekletam (1827),
- Gazele:

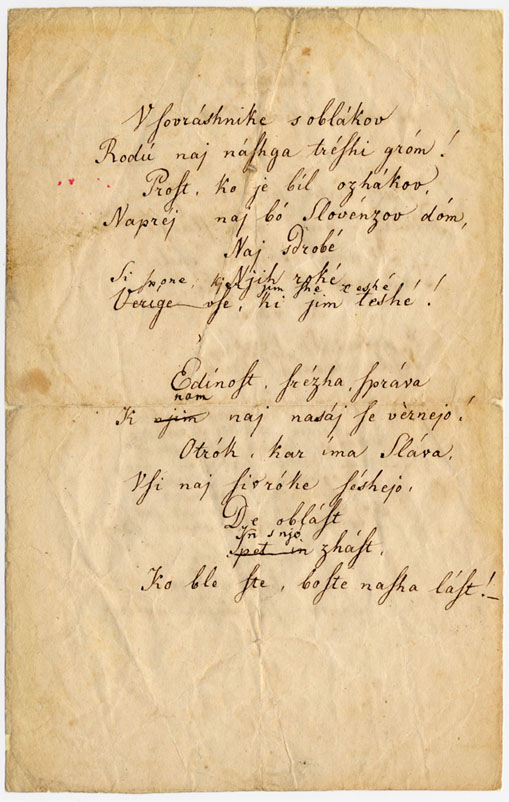
Rukopis Prešerenovy básně Zdravljica, pozdější slovinské hymny

  - Al bo kal pognalo seme, kdor ga seje, sam ne ve,
  - Draga! vem, kako pri tebi me opravljajo ženice,
  - Kdor jih bere, vsak drugači pesmi sodi,
  - Med otroci si igrala, draga! lani - čas hiti,
  - Oči sem večkrat prašal, ali smem,
  - Pesem moja je posoda tvojega imena,
  - Žalostna komu neznana je resnica, de jo ljubim,
- Glosa,
- Kam?,
- K slovesu,
- Krst pri Savici, (1835), epická báseň
- Mornar,
- Nezakonska mati (1844),
- Nova pisarija (1831),
- Od železne ceste,
- Pevcu,
- Pod oknam,
- Prošnja,
- Prva ljubezen,
- Sem dolgo upal in se bal,
- Sila spomina,
- Slovo od mladosti 1830,
- Soldaška,
- Strunam,
- Ukazi,
- V spomin Andreja Smoleta,
- V spomin Matija Čopa,
- V spomin Valentina Vodnika,
- Zabavljivi napisi,
- Zapušena,
- Zdravljica (1844), úryvek z této básně se později stal textem slovinské hymny
- Zgubljena vera,
- Zvezdogledam.

### Balady a romance
- Dohtar,
- Hčere svet,
- Judovsko dekle,
- Lenora,
- Neiztrohnjeno srce,
- Orglar,
- Povodni mož,
- Prekop,
- Ribič,
- Učenec,
- Turjaška Rozamunda,
- Zdravilo ljubezni,
- Ženska zvestoba.

### Sonety
- Bilo je, Mojzes! tebi naročeno,
- Dve sestri videle so zmoti vdane,
- Je od vesel'ga časa teklo leto,
- Kadar previdi učenost zdravnika,
- Kupido! ti in tvoja lepa starka,
- Marskteri romar gre v Rim, v Kompostelje,
- Memento mori,
- Na jasnem nebi mila luna sveti,
- Ni znal molitve žlahtnič trde glave,
- Očetov naših imenitne dela,
- Oči bile pri nji v deklet so sredi,
- Odprlo bo nebo po sodnem dnevi,
- Sanjalo se mi je, de v svetem raji,
- Sonetje nesreče:
  - Čez tebe več ne bo, sovražna sreča!,
  - Hrast, ki vihar na tla ga zimski trešne,
  - Komur je sreče dar bila klofuta,
  - O Vrba! srečna, draga vas domača,
  - Popotnik pride v Afrike pušavo,
  - Življenje ječa, čas v nji rabelj hudi,
- Sonetni venec (1834), věnec sonetů:
  - Poet tvoj nov Slovencam venec vije,
  - Ran mojih bo spomin in tvoje hvale,
  - Iz sŕca svoje so kalí pognale,
  - Mokrócvetéče rož'ce poezije,
  - Iz krajov niso, ki v njih sonce sije,
  - Cel čas so blagih sapic pogrešvál,
  - Obdajale so utrjene jih skale,
  - Viharjov jeznih mrzle domačije,
  - Izdíhljeji, solzé so jih redile,
  - Jim moč so dale rasti neveselo,
  - Ur temnih so zatirale jih sile,
  - Lej! torej je bledó njih cvetje velo,
  - Jim iz oči tí pošlji žarke mile,
  - In gnale bodo nov cvet bolj veselo,
  - Magistrale,
- Velika, Togenburg! bila je mera,
- Vrh sonca sije soncov cela čeda,
- Tak kakor hrepeni oko čolnarja,
- Zabavljivi sonetje:
  - Al prav se piše kaшa ali kaſha,
  - Ne bod'mo šalobarde! Moskvičanov,
  - Apel podobo na ogled postavi,
- Zgodi se včasih, de mohamedani.

## České překlady
- Básně Františka Preširna, Ladislav Sehnal, Jičín 1882, přeložil Josef Penížek,
- Můj sen šel po hladině, Odeon, Praha 1978, přeložil Josef Hiršal za jazykové spolupráce Viktora Kudělky.